# 데비 스태버나우
데버라 앤 "데비" 그리어 스태버나우(영어: Deborah Ann "Debbie" Greer Stabenow, 1950년 4월 29일 ~ )는 미국 민주당 소속의 정치인이다. 미시간 하원의원을 지냈으며 현 하원 원내총무 자리에 있다.

## 역대 선거 결과
| 선거명      | 직책명                      | 대수  | 정당   | 득표율 | 득표수      | 결과 | 당락                   |
| ----------- | --------------------------- | ----- | ------ | ------ | ----------- | ---- | ---------------------- |
| 1994년 선거 | 미시간 부지사               | 60대  | 민주당 | 38.47% | 1,188,438표 | 2위  | 낙선                   |
| 1996년 선거 | 하원의원 (미시간 제8선거구) | 105대 | 민주당 | 53.76% | 141,086표   | 1위  | 미시간주 하원의원 당선 |
| 1998년 선거 | 하원의원 (미시간 제8선거구) | 106대 | 민주당 | 57.41% | 125,169표   | 1위  | 미시간주 하원의원 당선 |
| 2000년 선거 | 상원의원 (미시간 제1부)     | 107대 | 민주당 | 49.48% | 2,061,952표 | 1위  | 미시간주 상원의원 당선 |
| 2006년 선거 | 상원의원 (미시간 제1부)     | 110대 | 민주당 | 56.91% | 2,151,278표 | 1위  | 미시간주 상원의원 당선 |
| 2012년 선거 | 상원의원 (미시간 제1부)     | 113대 | 민주당 | 58.80% | 2,735,826표 | 1위  | 미시간주 상원의원 당선 |
| 2018년 선거 | 상원의원 (미시간 제1부)     | 116대 | 민주당 | 52.26% | 2,214,478표 | 1위  | 미시간주 상원의원 당선 |